# Víktor Pokrovski

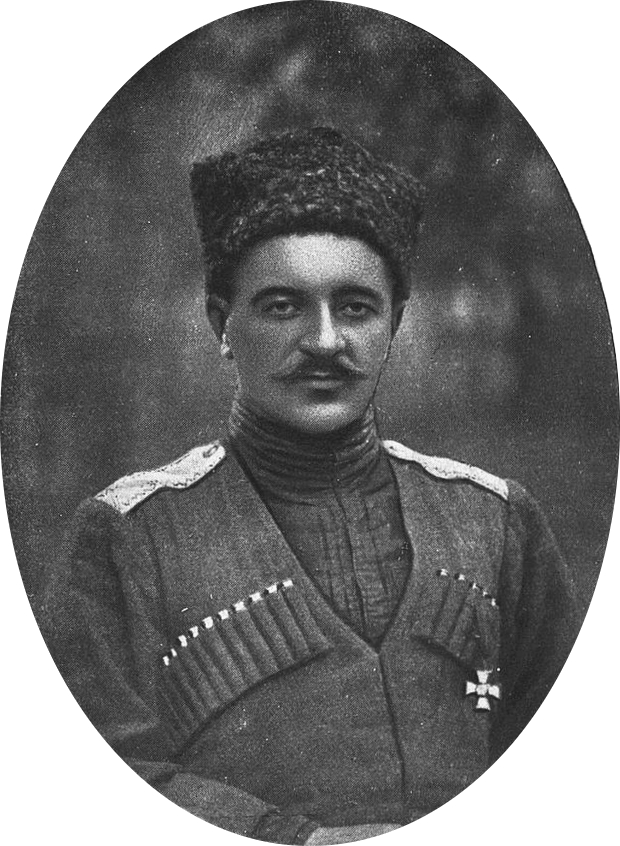
Víktor Leonidovich Pokrovsky.

Víktor Leonidovich Pokrovsky (en ruso: Покровский Виктор Леонидович; 1889 - 9 de noviembre de 1922) fue un teniente general ruso y uno de los líderes de los anticomunistas contrarrevolucionarios del Ejército blanco durante la guerra civil rusa.

## Biografía
Viktor Pokrovsky se graduó en la escuela de cadetes del ejército de Pavlovsk y en la escuela militar de aviación de Sebastopol. Sirvió en el Ejército ruso durante la Primera Guerra Mundial como piloto y le fue concedida la Cruz de San Jorge por valentía.

### Guerra civil rusa
Tras el golpe bolchevique de octubre formó una unidad antibolchevique en la región de Kuban en el sur de Rusia. La Rada de Kuban lo promovió al rango de coronel y después al rango de mayor general.
En marzo de 1918, tras fuertes combates con el Ejército Rojo, sus unidades fueron obligadas a abandonar Yekaterinodar. Después de esto, el 26 de marzo de 1918, Víktor Pokrovsky se unió al Ejército de Voluntarios del general Lavr Kornilov (después liderado por los generales Anton Denikin y Pyotr Wrangel y conocido también como Fuerzas Armadas del Sur de Rusia). El general Pokrovsky estuvo a cargo de los  cosacos de Kuban y unidades del ejército del Cáucaso del Ejército Blanco.
Los hombres de Pokrovsky jugaron un papel clave en la captura de Tsaritsyn y Kamyshin de manos de las fuerzas bolcheviques en el verano de 1919. Muchos en el movimiento Blanco, incluyendo oficiales militares, se quejaron de la inclinación de Pokrovsky de colgar prisioneros.

### Exilio
En abril de 1920, emigró de Crimea debido a que el general Wrangel no lo nombró en ningún puesto clave en su cuartel general. Emigrado, se estableció en Bulgaria y continuó las actividades antisoviéticas. El 9 de noviembre de 1922 fue muerto por la policía búlgara mientras se resistía a su arresto en una investigación por asesinato.